# Gimnazija Ilirska Bistrica
Gimnazija Ilirska Bistrica je srednja šola v Ilirski Bistrici, ki izobražuje po programu splošne gimnazije od leta 2004 in programu tehnik računalništva od leta 2009. Deluje v sklopu Šolskega centra Postojna.
Vodja Gimnazije Ilirska Bistrica je Sonja Škrlj Počkaj, vodja programa tehnik računalništva pa Klavdij Logar.